# Lycochoriolaus costulatus
Lycochoriolaus costulatus är en skalbaggsart som först beskrevs av Bates 1885.  Lycochoriolaus costulatus ingår i släktet Lycochoriolaus och familjen långhorningar. Inga underarter finns listade i Catalogue of Life.